# Frank Kurtz
Frank Allen Kurtz (Davenport, 9 settembre 1911 – North Hollywood, 30 ottobre 1996) è stato un tuffatore e aviatore statunitense, vincitore della medaglia di bronzo ai Giochi olimpici di Los Angeles 1932 nel concorso dei tuffi dal piattaforma. Fu in forza all'United States Army Air Forces con il grado di colonnello. Sua figlia Swoosie Kurtz è un'attice, due volte vincitrice del Tony Award e di un premio Emmy. Il più decorato pilota USAAF della seconda guerra mondiale; comandante del 463rd Bombardment Group (Heavy), 15th Air Force, Celone Field, Foggia; sopravvissuto all'attacco della base Clark Field nelle Filippine; medaglia di bronzo nei tuffi alle olimpiadi del 1932; padre dell'attrice Swoosie Kurtz.

## Palmarès
- Giochi olimpici

Los Angeles 1932: bronzo nella piattaforma